# Bulandshahr
Bulandshahr (eller Bulandshahar) är den administrativa huvudorten för distriktet Bulandshahr i den indiska delstaten Uttar Pradesh. Den är belägen vid Gangakanalen, sydost om Delhi. Folkmängden uppgick till 222 519 invånare vid folkräkningen 2011, med förorter 234 945 invånare.